# Berezivka, Makariv
Berezivka (în ucraineană Березівка) este un sat în comuna Kolonșciîna din raionul Makariv, regiunea Kiev, Ucraina.

## Demografie
Componența lingvistică a localității Berezivka
     Ucraineană (96,24%)
     Rusă (3,23%)
     Alte limbi (0,54%)
Conform recensământului din 2001, majoritatea populației localității Berezivka era vorbitoare de ucraineană (96,24%), existând în minoritate și vorbitori de rusă (3,23%).